# Concerts for the People of Kampuchea (album)
| Recensione       | Giudizio |
| ---------------- | -------- |
| AllMusic         | [ 1 ]    |
| Robert Christgau | B+       |

Concerts for the People of Kampuchea è un doppio album discografico pubblicato nel marzo 1981 dalla Atlantic Records, attribuito a vari artisti, con il fine di raccogliere fondi per la popolazione della Repubblica Popolare di Kampuchea (l'attuale Cambogia).

## Descrizione
Il disco contiene estratti di esibizioni dal vivo da parte di Wings, The Who, Queen, Elvis Costello, Pretenders, The Clash, The Specials e altri artisti che avevano partecipato al concerto di beneficenza Rock for Kampuchea, svoltosi nel dicembre 1979 presso l'Hammersmith Odeon di Londra. L'evento fu organizzato da Paul McCartney e Kurt Waldheim.
L'album inizia con quattro brani eseguiti dai The Who (estratti da un set di tre ore) e termina con tre canzoni dei Wings e tre dell'estemporanea all-star band Rockestra.
La Rockestra era il supergruppo guidato da Paul McCartney composto da almeno una trentina di artisti musicali britannici, tra i quali Wings, John Paul Jones, John Bonham, Robert Plant, Rockpile, James Honeyman-Scott e Pete Townshend.
Nonostante l'album fosse entrato nella Top 40 all'epoca, rimane ad oggi uno dei pochi progetti di McCartney a non essere mai stato ristampato in formato CD.

## Tracce
1. Baba O'Riley (Pete Townshend) – 5:12
2. Sister Disco (Townshend) – 5:16
3. Behind Blue Eyes (Townshend) – 3:46
4. See Me, Feel Me (Townshend) – 5:49
5. The Wait (Chrissie Hynde, Pete Farndon) – 3:28
6. Precious (Hynde) – 3:23
7. Tattooed Love Boys (Hynde) – 3:18
8. The Imposter (Elvis Costello) – 2:10
9. Crawling from the Wreckage (Graham Parker) – 3:02
10. Little Sister (Doc Pomus, Mort Shuman) – 3:33
11. Now I'm Here (Brian May) – 6:49
12. Armagideon Time (Bennett) – 4:15
13. Hit Me with Your Rhythm Stick (Ian Dury, Chaz Jankel) – 4:30
14. Monkey Man (Toots Hibbert) – 2:26
15. Got to Get You into My Life (John Lennon, Paul McCartney) – 2:57
16. Every Night (McCartney) – 4:17
17. Coming Up (McCartney) – 4:08
18. Lucille (Albert Collins, Richard Penniman) – 3:03
19. Let It Be (Lennon, McCartney) – 4:12
20. Rockestra Theme (McCartney) – 2:30